# Българско училище в Хамбург
Българското училище в Хамбург (на немски: Bulgarische Schule in Hamburg) е училище на българската общност в град Хамбург, Германия. Създадено е през 2001 г. То функционира към сдружение „Българско училище в Хамбург“. През учебната 2023/2024 г. в училището се обучават 165 ученици.

## История
Училището е основано на 4 ноември 2001 г. към сдружение „Българско училище в Хамбург“, което е създадено впоследствие – на 18 февруари 2003 г. и е регистрирано е в регистъра на сдруженията в районен съд Хамбург под № 17604.